# Maria Swanenburg

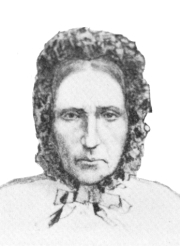
Retrato de Maria Swanenburg, hacia 1885.

Maria Catherina Swanenburg (Leiden, 9 de septiembre de 1839 - Gorinchem, 11 de abril de 1915) fue una asesina en serie holandesa. Conocida con el sobrenombre de Goeie Mie, envenenó a 27 niños enfermos de su población natal.

## Biografía
Swanenburg nació en Leiden, hija de Clemens Swanenburg y Johanna Dingjan. Ellos serían las primeras víctimas de la asesina, muriendo envenenados en 1880. Después de que se murieran sus dos primeras hermanas a edad muy temprana, se casó con Johannes van der Linden el 13 de mayo de 1868. Producto de este matrimonio, tuvo cinco hijos y dos hijas. Esta unión duró hasta el 29 de enero de 1886. 
Entre 1880 y 1883, María envenenó a 27 niños con arsénico, pero intentó matar a unos cincuenta más. Algunos de los supervivientes tuvieron problemas crónicos después de la ingestión de veneno. El principal motivo de los asesinatos fue económico, ya que recibía un seguro médico mientras cuidaba a los niños enfermos. Fue arrestada mientras intentaba envenenar a la familia Frankhuizen en diciembre de 1883. El juicio comenzó el 23 de abril de 1885 y Maria Swanenburg fue hallada culpable y condenada a cadena perpetua en un correccional, donde murió en 1915.